# Trương Khang Dương
Trương Khang Dương (chữ Hán giản thể: 张康阳, tên tiếng Anh: Steven Zhang Kangyang) là một doanh nhân Trung Quốc. Anh là chủ tịch thứ 21 của Inter Milan vào ngày 26 tháng 10 năm 2018. Trước khi làm chủ tịch câu lạc bộ này, anh đã là thành viên hội đồng quản trị trong hai năm, sau khi Suning mua 68,55% cổ phần Inter Milan vào ngày 28 tháng 6 năm 2016.
Anh sinh ra ở Giang Tô, Trung Quốc. Anh đã học tại trường Ngoại ngữ Nam Kinh trước khi sang Hoa Kỳ học tập tại Học viện Mercersburg từ năm 15 tuổi.
Sau khi tốt nghiệp với tấm bằng danh dự, thiếu gia nhận được lời mời từ Viện Công nghệ Massachusetts (MIT) và Đại học Duke. Song anh theo học ngành Kinh tế tại trường Wharton thuộc ĐH Pennsylvania, Hoa Kỳ..
Trước khi trở thành phó chủ tịch tập đoàn Suning của gia đình, anh đã làm việc ở ngân hàng đầu tư Morgan Stanley và tập đoàn tài chính JP Morgan Chase.
Anh là một trong những doanh nhân trẻ có ảnh hưởng nhất Trung Quốc và vào danh sách 40 Under 40 của tạp chí Fortune China trong 2 năm liên tiếp.